# あの遊びをバージョンアップ! キスマイGAME
あの遊びをバージョンアップ! キスマイGAME（あのあそびをバージョンアップ! キスマイゲーム）は、2015年4月1日未明（3月31日深夜）から9月30日未明（29日深夜）までテレビ朝日で毎週水曜0:15 - 0:45（火曜深夜、JST）に放送されていたバラエティ番組で、Kis-My-Ft2の冠番組である。単に『キスマイGAME』と略されることもある。

## 概要
昔よく遊んだ、鬼ごっこ、かくれんぼ、缶蹴り、ハンカチ落としやあやとりなどの懐かしい遊びやゲームを、各業界のプロフェッショナル達たちの協力を受けながら“2015年最新版”にバージョンアップさせる。最新テクノロジーやシステムを盛り込み、プロの知識も駆使し、よりエキサイティングに、よりバカバカしく、生まれ変わらせた遊び“キスマイGAME”の数々をメンバーが体を張って体験する。
2015年7月1・8日放送で番組史上最高視聴率の6.9%（ビデオリサーチ調べ、関東地区・世帯）をマークした「マジシャン・シリーズ」の企画が、『Kis-My-Ft2 VS 手際最強マジシャン TEGIWA』のタイトルで特別番組として2015年9月25日（金曜日）23:15 - 翌0:15と、2015年12月30日（水曜日）13:45 - 15:25の2回放送された（一部地域除く）。
2015年9月30日の放送をもって終了。同年10月7日からは『キスマイ魔ジック』を開始し、一部の企画は同番組でも引き続き放送されている。

## 出演
- Kis-My-Ft2

## 主な企画
ドローンかくれんぼ
無人飛行型ロボット“ドローン"を鬼として、かくれんぼを行う。回によって共通するルールと違うルールが存在する。
共通ルール
- 隠れる側であるキスマイチームは1回の挑戦で3人が出場。見つける側であるドローンはスタート時に起動するドローンに加え時間経過でさらに追加される。
- ドローン側はドローン操縦画面に映る映像のみを頼りに捜索を行う。
- 体の一部がいずれか1台のドローンに3秒間映った時点で「見つかった」となり失格。見つかってもドローンの視界から一旦外れればカウントはリセットされる。3人全員が失格となった時点でチャレンジ終了。

第1回
- 初級ステージとして教室（狭くて隠れやすい）、上級ステージとして体育館（広くて隠れられない）に挑戦。制限時間は5分。ドローンはスタート時に1台、3分経過時にさらに1台投入。いずれも5回のチャレンジで1人でも最後まで逃げ切れればキスマイチームの勝利。

第2回
- 豪邸（2階建てのダイニングキッチン、リビング、寝室）にて行う対決。エリア内には封筒が隠されており、中にはへそくりとして現金が入っている。へそくりを獲得した状態で5分間逃げ切ればへそくりがキスマイチームの物となる。ただし、3人全員見つかった場合はそのラウンドで獲得したへそくりも全て没収される。また、封筒の中にはハズレや見つかりやすい場所での指令が入っている場合もある。
- ドローンはスタート時1台、2分経過で2台目、4分経過で3台目が追加される。
- 5回のチャレンジで合計1万円のへそくりを獲得できればキスマイチームの勝利。

第3回
- Francfrancの家具フロアを舞台に行う。今回は隠れながら店内に隠された人気TOP3ギフトを探していく。前回同様、人気4位以下のギフトを引き当ててしまうと、書かれているドローンに見つかりやすくなる指令を行わなければならない。3人全員が見つかってもランキングを開けた履歴は維持される。
- ドローンはスタート時2台、さらに5分経過時に二輪の走行型ドローン2台が追加される。
- 6回のチャレンジでTOP3全てを開けた上で1人でも10分間逃げ切ればキスマイチームの勝利。

ミックススポーツ
おいしいミックス料理を食べることを目標としてキスマイチームが妨害役となるプロ選手と戦うシリーズ。毎回実況として進藤潤耶アナが、栄養や味の観点から解説として栄養士がコメントを行う。
第1回 ミックスジュースカーリング
- キスマイチームとプロ選手によるカーリング対決。各チームのストーンには食材（キスマイチームにはフルーツなどの美味食材、プロ選手チームは納豆やピーマンなどのお邪魔食材）が書かれており、それらをハウスに投げ込んでいく。ハウスの中心からの距離は関係なく、ハウスに入ったか否かのみで判断される。また、スタート時には中央にお邪魔食材、左右に美味食材のストーンが設置される。その他のルールは実際にカーリングに準じる。
- キスマイチームの先攻でキスマイチーム4投、プロ選手3投を投げ終わった後、ハウスの中にあるストーンに描かれている食材を使ってミックスジュースを作る（ベースとして牛乳も追加される）。キスマイチームは作られたミックスジュースを飲み干さなければ次の試合に進めない。
- 3試合行い、合計で9個の美味食材の入ったミックスジュースを飲むことが出来ればキスマイチームの勝利。

第2回 ミックスピザアーチェリー
- キスマイチームとプロ選手によるアーチェリー対決。通常の的ではなくピザ生地を模した絵の上に具材が配置されており、当てた場所の食材がピザに追加される。また、同じ場所に再び当てるとその食材はキャンセル、別の場所にある同じ食材に当てると量が2倍となる。さらに、中央の半熟卵に当てた場合はボーナスとして半熟卵に加え好きな食材1品を追加orキャンセルすることができる。また、キスマイチームが的に矢が刺さらなかった場合はペナルティとして激辛ソース10振りが追加される。
- キスマイチームの先攻でキスマイチーム5本・プロチーム4本を射る。ハンデとしてキスマイチームの的の距離は10m、プロチームは18m、最終ステージのみプロチームは30m
- 出来たピザを完食できればステージクリア。3ステージに分かれており、ステージが進むごとに食材の値段が上がっていく（3000円→5000円→1万円）

第3回 ミックスジュースサッカー
- キスマイと「フリーキック左大臣・右大臣（岩本輝雄、三浦淳宏）」との対決。キック場所から20～30mに設置された食材が書かれたゴールに入れていく。ただし、ハンデとしてキスマイはゴロゴール可、岩本・三浦はボールを浮かせてゴールしなければならない。
- 1人2球ずつの挑戦。同じ場所にゴールが入った場合はその食材はキャンセルされる。最終的に獲得した食材で出来たミックスジュースを飲み干すことができればキスマイチームの勝利。
- 前半戦は「緑黄食材」として緑食材・黄食材をそれぞれキスマイ先攻で2回・プロ1回、後半戦は「赤食材」の取り合いをキスマイ先攻でそれぞれ4回ずつ行う。

マジシャンハンカチ落とし
通常は背後にハンカチを落とすハンカチ落としを、鬼であるマジシャンと正面を向いて行う。マジシャンはテクニックを使って参加者の1人にだけハンカチを隠し、残る人物にはハンカチを入れたように見せかける。キスマイチームの参加者は相談してハンカチを持っていると思われる人を解答。実際に持っていれば正解となる。
人数は4人→3人→2人と減っていき、成績が不甲斐無い場合（負け越し、もしくは全敗）、代表者1名が恐怖のマジックを体験する罰ゲームを受ける。
うしろの○○だあれ?
かごめかごめのアップデート版。キスマイたちの後ろにいる声優やアニソンシンガーの声を聴いて何の役を演じているか・何の歌を歌っているかを当てる。誰か1人でも正解すればクリア。
いずれも間違えると和尚から警策で叩かれる罰を受ける。また、ナレーションを務める中尾隆聖のキャラクターと誤答した場合はその声でキスマイを叱責することもある。
後ろの声優がメディア出演が多く、顔が知られている場合や「キスマイ魔ジック」のゲストは視聴者にもキスマイが正解するまで顔を伏せられることがある。
第1回
8人で挑戦。第1セットでは通常の声で質疑応答（解答3人）、第2セットでは通常の声でキスマイ達から指定されたフレーズを言ってもらう（解答3人）、最終セットでは演じているキャラクターの声でフレーズを言ってもらう（解答2人）。なお、正解が早く出た場合はその声優が演じている別のキャラクターも当ててもらう。
第2回
同様に8人で挑戦。第1セットが地声での質疑応答及びフレーズを読んでもらう（解答4人）、第2セットがアニメ声でのフレーズを読んでもらう（解答4人）。
第3回 アニソンシンガー編
第1セットでは質疑応答及びアニソンを除く歌を1フレーズ歌ってもらう。第2セットでは選択肢の5択が発表され、その中のサビを1フレーズ歌ってもらう。代表者が解答し、不正解の場合は全員が警策で叩かれる。
キスマイ魔ジック
8〜9人で挑戦。最初はキスマイの7人が後ろに登場するゲストを当てる（声優を当てるのは実質2問目以降）。第1セットでは通常の声（地声）でキスマイ達から指定されたフレーズを言ってもらう、第2セットでは演じているキャラクターの声でフレーズを言ってもらう（いずれも解答できるのは1人のみ）。なお、場合によってはその声優が演じている別のキャラクターも当ててもらう。
間違えるとサイバー和尚（上述の和尚にサイバーサングラスが掛けられている）から警策で叩かれる罰を受ける（キスマイGAMEと異なり、連帯責任で全員が受ける）。
検索センス対決
誰でも一度は目にした事がありながら、意外にその名前が知られていない物や現象の名称を検索で探し出すゲーム。Yahoo!JAPAN全面協力で行われる。
開始前に実際にYahoo!で検索する際に必要な最小ワード数が発表。それを元に単語を入力して検索する。検索する際は文章ではなく、個々の単語を使わなければならない。
検索結果のページはスクロールやヒットしたページの中を見ることはできない。つまり、最初にヒットしたページのタイトル及び例示として表示される文章に答えを出さなければならない。また、既に答えを知っている場合でも正解の単語を使わずに検索結果で表示させてクリアとなる。
1問につき3人が1人ずつ挑戦。誰かが正解を出すことができればクリア。
「キスマイ魔ジック」では上記のルールの他にも、1人が制限時間内に必要な最小ワード数で見つけ出す（回数無限）や、2人が必要な最小ワード数の条件下で何回見つけ出せるかといったルールで数問行われることがある。

## 放送リスト
| 回                                                                | 放送日  | 内容                                                                        | ゲスト                             | プロ                                                                                            |
| ----------------------------------------------------------------- | ------- | --------------------------------------------------------------------------- | ---------------------------------- | ----------------------------------------------------------------------------------------------- |
| 1                                                                 | 4月1日  | 初回 だるまさんが転んだをバージョンアップ!                                  | なし                               | -                                                                                               |
| 2                                                                 | 4月8日  | 防犯カメラだるまさんが転んだ 決着編                                         | 小川直也(決着編より登場)           | -                                                                                               |
| 3                                                                 | 4月15日 | 無人飛行型ロボット“ドローン”と“かくれんぼ”!                                 | 前園真聖                           | -                                                                                               |
| 4                                                                 | 4月22日 | “鬼ごっこ”の鬼をバージョンアップ!特殊能力“鬼ごっこ”に挑め!                  | 内藤大助                           | 佐藤彩香 石川由美 長坂綾 生山ヒジキ 野田明宏 山口壱平 吉澤永一 いとうけんいち 玉腰活未 岡部文武 |
| 5                                                                 | 4月29日 | 氷上で対決!ミックスジュースカーリング!!                                     | 槙原寛己                           | 斉藤菜月 苫米地美智子 木原遥 山下知恵理                                                         |
| 6                                                                 | 5月6日  | マジシャンが‘ハンカチ落とし’をバージョンアップ!                             | 菊地幸夫                           | Motti                                                                                           |
| 7                                                                 | 5月13日 | 無人飛行型ロボット“ドローン”とかくれんぼ!第2弾                              | 池谷幸雄                           | 谷+1。                                                                                          |
| 8                                                                 | 5月20日 | “かごめかごめ”をバージョンアップ!うしろの声優だあれ?                        | 岩井勇気(ハライチ)                 | 冨永みーな 堀川りょう 一龍斎貞友 菊池正美 古川登志夫                                            |
| 9                                                                 | 5月27日 | マジシャンが“ハンカチ落とし”をバージョンアップ2～新たな刺客が登場!!～       | 菊地幸夫                           | 巳碧                                                                                            |
| 10                                                                | 6月3日  | 刺さった具材を生地にトッピング!ミックスピザアーチェリー!!                   | 石井一久                           | 吉永弘幸                                                                                        |
| 11                                                                | 6月10日 | “お箸使い”をゲームにバージョンアップ!“あせり箸”                             | 山口もえ 川越達也 ボビー・オロゴン | -                                                                                               |
| 12                                                                | 6月17日 | “かごめかごめ”をバージョンアップ!うしろの声優だあれ?第2弾                   | 中川翔子                           | 平野文 島本須美 森山周一郎 永澤菜教                                                             |
| 13                                                                | 6月24日 | 人気インテリア雑貨店で“ドローン”とかくれんぼ!第3弾                          | 岩本輝雄                           | 谷+1。                                                                                          |
| 14                                                                | 7月1日  | マジシャンが“ハンカチ落とし”をバージョンアップ3～超実力派マジシャン登場!!～ | 武井壮                             | ふじいあきら                                                                                    |
| 15                                                                | 7月8日  | 大手検索サイトがガチ参戦!検索センス対決                                     | 水道橋博士                         | -                                                                                               |
| 16                                                                | 7月15日 | “かごめかごめ”をバージョンアップ!第3弾!!～うしろのアニソンシンガーだあれ?～ | どぶろっく                         | 宇野ゆう子 きただにひろし 水木一郎 串田アキラ                                                   |
| 17                                                                | 7月22日 | 元日本代表が緊急参戦!!ミックスジュース・サッカー                            | 岩本輝雄 三浦淳宏                  | -                                                                                               |
| 18                                                                | 7月29日 | 新企画！もやもやヒットソングかるた                                          | 井上裕介（NON STYLE）              | 乙津理風 野田圭一 Palmi                                                                         |
| （8月5日は『世界水泳ロシア・カザン2015 競泳決勝 第3日』の為休止） |         |                                                                             |                                    |                                                                                                 |
| 19                                                                | 8月12日 | マジシャン"ハンカチ落とし"第4弾～謎の覆面マジシャンが登場～                 | 武井壮                             | マスクドメガネ                                                                                  |
| 20                                                                | 8月19日 | 打倒Yahoo!最少検索ワードでネット検索センスを磨け!                           | サバンナ                           | -                                                                                               |
| 21                                                                | 8月26日 | マジシャン玉入れ!                                                           | クリス松村                         | K-SUKE                                                                                          |
| 22                                                                | 9月2日  | マジシャンハンカチ落とし第5弾～世界的マジシャン緊急参戦                     | 菊地幸夫                           | Dr.レオン                                                                                       |
| 23                                                                | 9月9日  | 大手検索サイト参戦!!最少検索ワードでネット検索センスを磨け!                 | 劇団ひとり                         | -                                                                                               |
| 24                                                                | 9月16日 | 超難関!どこへ消えた!? マジシャンかくれんぼ                                  | 東国原英夫                         | ふじいあきら                                                                                    |
| 25                                                                | 9月23日 | マジシャンハンカチ落としオーディション                                      | クリス松村                         | ドリームハート サイクロンZ                                                                      |
| 26 (最終回)                                                       | 9月30日 | 誰にハンカチが落とされたのか見破れ!3組のマジシャンvs50人の観客!             | 篠井英介                           | Dr.レオン ナポレオンズ Motti                                                                    |

## ネット局と放送時間
| 放送対象地域   | 放送局                   | 系列           | 放送日時                     | 放送期間        | 備考       |
| -------------- | ------------------------ | -------------- | ---------------------------- | --------------- | ---------- |
| 関東広域圏     | テレビ朝日（EX）         | テレビ朝日系列 | 水曜 0:15 - 0:45（火曜深夜） | 2015年4月1日 -  | 同時ネット |
| 岩手県         | 岩手朝日テレビ（IAT）    | テレビ朝日系列 | 水曜 0:15 - 0:45（火曜深夜） | 2015年4月1日 -  | 同時ネット |
| 秋田県         | 秋田朝日放送（AAB）      | テレビ朝日系列 | 水曜 0:15 - 0:45（火曜深夜） | 2015年4月1日 -  | 同時ネット |
| 山形県         | 山形テレビ（YTS）        | テレビ朝日系列 | 水曜 0:15 - 0:45（火曜深夜） | 2015年4月1日 -  | 同時ネット |
| 福島県         | 福島放送（KFB）          | テレビ朝日系列 | 水曜 0:15 - 0:45（火曜深夜） | 2015年4月1日 -  | 同時ネット |
| 長野県         | 長野朝日放送（abn）      | テレビ朝日系列 | 水曜 0:15 - 0:45（火曜深夜） | 2015年4月1日 -  | 同時ネット |
| 沖縄県         | 琉球朝日放送（QAB）      | テレビ朝日系列 | 水曜 0:15 - 0:45（火曜深夜） | 2015年4月1日 -  | 同時ネット |
| 中京広域圏     | メ〜テレ（NBN）          | テレビ朝日系列 | 水曜 0:20 - 0:50（火曜深夜） | 2015年4月1日 -  | 5分遅れ    |
| 山口県         | 山口朝日放送（yab）      | テレビ朝日系列 | 火曜 0:45 - 1:15（月曜深夜） | 2015年4月14日 - | 13日遅れ   |
| 新潟県         | 新潟テレビ21（UX）       | テレビ朝日系列 | 水曜 0:20 - 0:50（火曜深夜） | 2015年4月15日 - | 14日遅れ   |
| 広島県         | 広島ホームテレビ（HOME） | テレビ朝日系列 | 水曜 0:20 - 0:50（火曜深夜） | 2015年4月15日 - | 14日遅れ   |
| 青森県         | 青森朝日放送（ABA）      | テレビ朝日系列 | 水曜 1:45 - 2:15（火曜深夜） | 2015年4月15日 - | 14日遅れ   |
| 福岡県         | 九州朝日放送（KBC）      | テレビ朝日系列 | 火曜 1:20 - 1:50（月曜深夜） | 2015年4月21日 - | 20日遅れ   |
| 熊本県         | 熊本朝日放送（KAB）      | テレビ朝日系列 | 火曜 1:45 - 2:15（月曜深夜） | 2015年4月21日 - | 20日遅れ   |
| 愛媛県         | 愛媛朝日テレビ（eat）    | テレビ朝日系列 | 水曜 1:20 - 1:50（火曜深夜） | 2015年4月22日 - | 21日遅れ   |
| 長崎県         | 長崎文化放送（NCC）      | テレビ朝日系列 | 水曜 1:21 - 1:51（火曜深夜） | 2015年4月29日 - | 28日遅れ   |
| 近畿広域圏     | 朝日放送（ABC）          | テレビ朝日系列 | 火曜 2:20 - 2:50（月曜深夜） | 2015年6月16日 - | 104日遅れ  |
| 大分県         | 大分朝日放送（OAB）      | テレビ朝日系列 | 水曜 1:15 - 1:45（火曜深夜） | 2015年6月17日 - | 77日遅れ   |
| 静岡県         | 静岡朝日テレビ（SATV）   | テレビ朝日系列 | 水曜 0:20 - 0:50（火曜深夜） | 2015年6月24日 - | 84日遅れ   |
| 宮崎県         | 宮崎放送（MRT）          | TBS系列        | 金曜 1:05 - 1:35（木曜深夜） | 2015年7月3日 -  | 93日遅れ   |
| 岡山県・香川県 | 瀬戸内海放送（KSB）      | テレビ朝日系列 | 金曜 0:20 - 0:50（木曜深夜） | 2015年9月17日   | 169日遅れ  |

## スタッフ
- 声：中尾隆聖
- ナレーション：加藤泰平（テレビ朝日アナウンサー）（第2回 - ）
- 企画：奥川晃弘
- 構成：樋口卓治、飯塚大悟、工藤ひろこ、坂田康子、なかじまはじめ、三浦智信、久保川きよみ、木崎正和、大平将貴、奥山聡紀
- 編成：吉村周
- 宣伝：平野三和、池田佐和子
- 特別協力：ジャニーズ事務所
- 制作進行：草柳孝司、木山達朗、杉田ちえみ
- 制作スタッフ：東裕二、遠入涼、高橋亜季、森田彩、蛯名葉乙、近谷奈生
- アシスタントプロデューサー：水野佳世
- ディレクター：槇雄介、北嶋一喜、江藤博文
- チーフディレクター：米田裕一
- プロデューサー：奥田創史、中野光春、鈴木忠親、酒井隆茂
- ゼネラルプロデューサー：友寄隆英
- 制作著作：テレビ朝日

### 過去のスタッフ
- 構成：鈴木おさむ
- 編成：金澤美保
- 宣伝：平泉季里子
- プロデューサー：滑川親吾